# Strekspinnen
Strekspinnen (Tetragnathidae) zijn een familie van spinnen. Strekspinnen hebben een langer achterlijf dan wielwebspinnen. Ook zeer typerend voor deze spinnen is dat hun poten zeer lang en fijn zijn. Ze kunnen zich zeer goed camoufleren op de stengel van een plant.

## Fenomeen
Aan het strand van Aitoliko in het westen van Griekenland werd in september 2018 een bevolkingsexplosie waargenomen van strekspinnen. De omgeving naast het strand was over een afstand van honderden meters bedekt met hun spinnenwebben, dit als gevolg van een gunstig seizoen voor muggen die als voedsel dienen. De keer daarvoor gebeurde dit fenomeen in 2003.

## Geslachten
Deze familie bestaat uit 49 geslachten, die 993 soorten herbergen:
- Alcimosphenus Simon, 1895
- Allende Álvarez-Padilla, 12007
- Antillognatha Bryant, 11945
- Atelidea Simon, 11895
- Azilia Keyserling, 11881
- Chrysometa Simon, 1894
- Cyrtognatha Keyserling, 1881
- Dianleucauge Song & Zhu, 1994
- Diphya Nicolet, 1849
- Dolichognatha O. Pickard-Cambridge, 1869
- Doryonychus Simon, 1900
- Dyschiriognatha Simon, 1893
- Eryciniolia Strand, 1912
- Glenognatha Simon, 1887
- Guizygiella Zhu, Kim & Song, 1997
- Hispanognatha Bryant, 1945
- Homalometa Simon, 1897
- Leucauge White, 1841
- Mecynometa Simon, 1894
- Menosira Chikuni, 1955
- Mesida Kulczynski, 1911
- Meta C. L. Koch, 1836
- Metabus O. P.-Cambridge, 1899
- Metellina Chamberlin & Ivie, 1941
- Metleucauge Levi, 1980
- Mitoscelis Thorell, 1890
- Mollemeta Álvarez-Padilla, 2007
- Nanningia Zhu, Kim & Song, 1997
- Nanometa Simon, 1908
- Neoprolochus Reimoser, 1927
- Okileucauge Tanikawa, 2001
- Opadometa Archer, 1951
- Opas O. P.-Cambridge, 1896
- Orsinome Thorell, 1890
- Pachygnatha Sundevall, 1823
- Parameta Simon, 1895
- Parazilia Lessert, 1938
- Pholcipes Schmidt & Krause, 1993
- Pickardinella Archer, 1951
- Sancus Tullgren, 1910
- Schenkeliella Strand, 1934
- Tetragnatha Latreille, 1804
- Timonoe Thorell, 1898
- Tylorida Simon, 1894
- Wolongia Zhu, Kim & Song, 1997
- Zygiometella Wunderlich, 1995

## In Nederland waargenomen soorten
- Genus: Meta
  - Meta menardi - (Gewone Grottenspin)
- Genus: Metellina
  - Metellina mengei - (Zomerwielwebspin)
  - Metellina merianae - (Holenwielwebspin)
  - Metellina segmentata - (Herfstspin)
- Genus: Pachygnatha
  - Pachygnatha clercki - (Grote Dikkaak)
  - Pachygnatha degeeri - (Kleine Dikkaak)
  - Pachygnatha listeri - (Bosdikkaak)
- Genus: Tetragnatha
  - Tetragnatha dearmata - (Noordse Strekspin)
  - Tetragnatha extensa - (Gewone Strekspin)
  - Tetragnatha montana - (Schaduwstrekspin)
  - Tetragnatha nigrita - (Donkere Strekspin)
  - Tetragnatha obtusa - (Droogtestrekspin)
  - Tetragnatha pinicola - (Dennenstrekspin)
  - Tetragnatha reimoseri - (Staartstrekspin)
  - Tetragnatha striata - (Rietstrekspin)